# Fleisch (Theologie)
Der Begriff Fleisch hat in der Bibel neben der heute gebräuchlichen Bedeutung von Fleisch als Lebensmittel drei weitere Bedeutungen, die zwar teilweise miteinander zusammenhängen, aber doch ganz unterschiedlich verwendet werden (neutral oder negativ, etwas ähnlich verhält es sich in der Bibel mit dem Begriff Welt). Während ältere Bibelübersetzungen den Begriff wesentlich häufiger verwenden, wird er in Übersetzungen in heutiger Sprache mehr und mehr durch andere Begriffe und Formulierungen ersetzt.

## Der Mensch als körperlich-seelische Einheit
Zunächst bezeichnet Fleisch in der Bibel den Menschen als körperlich-seelische Einheit (Leib). Wenn die Bibel von „allem Fleisch“ spricht, ist damit die ganze Schöpfung gemeint (etwa wenn von der Vergänglichkeit die Rede ist): „Alles Fleisch ist wie Gras und alle seine Herrlichkeit wie des Grases Blume. Das Gras ist verdorrt und die Blume abgefallen.“ (1 Petr 1,24 ). In der Verbindung von Mann und Frau sind die beiden „ein Fleisch“ (Gen 2,24 ).

## Der Bereich des Irdischen
Als Übertragung der ersten Bedeutung bezeichnet Fleisch den gesamten Bereich des Irdischen, Leiblichen und Menschlichen. In diesen Bereich trat Gott nach christlicher Lehre mit der Menschwerdung Gottes ein, was sich in einem der zentralen Verse des Neuen Testaments zeigt: „Und das Wort ist Fleisch geworden und hat unter uns gewohnt und wir haben seine Herrlichkeit gesehen, die Herrlichkeit des einzigen Sohnes vom Vater, voll Gnade und Wahrheit“ (Joh 1,14 ).

## Unerlöstheit und Abhängigkeit von der Sünde
Der Apostel Paulus sieht das Handeln ebenso wie das Denken und Wollen des Menschen nicht von Gott, sondern von den Begierden des Fleisches und damit auch von Sünde geprägt: „Wir wissen, dass das Gesetz selbst vom Geist bestimmt ist; ich aber bin Fleisch, das heißt: verkauft an die Sünde“ (Röm 7,14 ).
Der zweiten und dritten Bedeutung (die beide starken Eingang in theologische Literatur gefunden haben) ist gemein, dass sie in der Bibel einen Gegenbegriff haben, den Geist.